# Biton truncatidens
Biton truncatidens är en spindeldjursart som beskrevs av Lawrence 1954. Biton truncatidens ingår i släktet Biton och familjen Daesiidae. Inga underarter finns listade.